# Jewgeni Wladimirowitsch Titow
Jewgeni Wladimirowitsch Titow (russisch Евге́ний Влади́мирович Тито́в; * 31. März 1983 in Wladimirskaja, Sowjetunion) ist ein ehemaliger russischer Handballspieler.

## Karriere
Der 1,91 m große Torwart spielte für den SK Kunzewo und die zweite Mannschaft des russischen Serienmeisters Medwedi Tschechow. Ab 2004 stand er im Kader der ersten Mannschaft, mit der er 2005, 2006, 2007, 2008 und 2009 die Meisterschaft sowie den Europapokal der Pokalsieger 2005/06 gewann. Ab 2009 lief er für GK Permskije Medwedi auf.
Mit der russischen Jugendnationalmannschaft gewann er 2001 die U-18-Europameisterschaft in Luxemburg. Im selben Jahr wurde er mit der Juniorennationalmannschaft in der Schweiz U-21-Weltmeister. Mit der russischen Studentennationalmannschaft gewann er die Studentenweltmeisterschaft 2006 in Polen.
Obwohl er bei Tschechow meist nur dritter Torhüter war, wurde er von seinem Vereinstrainer Wladimir Maximow, der gleichzeitig Nationaltrainer war, für die Weltmeisterschaft 2007 in Deutschland in die russische Nationalmannschaft berufen. Er bestritt gemeinsam mit seinem Mannschaftskameraden Alexei Kostygow alle zehn Spiele und belegte mit dem Team den sechsten Rang.